# Astragalus confiniorum
Astragalus confiniorum är en ärtväxtart som beskrevs av Antonina Georgievna Borissova. Astragalus confiniorum ingår i släktet vedlar, och familjen ärtväxter. Inga underarter finns listade i Catalogue of Life.